# سامسونج نوكس
سامسونج نوكس (بالإنجليزية: Samsung Knox) الحل الأمني للأجهزة المتنقلة التي تلبي احتياجات مؤسسة تكنولوجيا المعلومات دون غزو خصوصية موظفيها. صدر لأول في الهاتف الذكي سامسونج جالاكسي إس4، ويوفر ميزات الأمان التي تمكِّن رجال الأعمال والمحتوى الشخصي على التعايش على نفس الهاتف. سامسونج نوكس هو منصة للأندرويد الذي يستخدم التكنولوجيا الحاويات، من بين المزايا الأخرى، للسماح للفصل بين العمل والحياة الشخصية على الأجهزة النقالة.